# اتلبرو
latitudeاتلبروlongitudeاتلبرو
اتلبرو (به انگلیسی: Attleborough) یک شهرک در بریتانیا است که در انگلستان واقع شده‌است.

## خصوصیات
اتلبرو ۲۱٫۹ کیلومترمربع مساحت و ۹٬۷۰۲ نفر جمعیت دارد.